# 352 Gisela
352 Gisela eller 1893 B är en asteroid i huvudbältet, som upptäcktes den 12 januari 1893 av den tyske astronomen Max Wolf. Den har fått sitt namn efter upptäckarens fru, Gisela Wolf.
Asteroiden har en diameter på ungefär 26 kilometer och den tillhör asteroidgruppen Flora.
Just denna asteroid var föremål för Karin Schultz licentiatavhandling. Där undersökte Schultz hur banan för asteroiden Gisela störs av Jupiter och Saturnus, och hon var därmed, 1918, den första kvinnan i Sverige som blev filosofie licentiat i astronomi. Följande år presenterades studien i tidskriften Astronomische Nachrichten.